# ソーシャルメディア利用環境整備機構
一般社団法人ソーシャルメディア利用環境整備機構（いっぱんしゃだんほうじんソーシャルメディアりようかんきょうせいびきこう、SMAJ）は、日本市場内を対象にソーシャル・ネットワーキング・サービス（SNS）を展開する事業者の日本法人など17社が、子供の性被害（児童ポルノなど）、誤情報の拡散（フェイク・ニュースなど）、ネットいじめや誹謗中傷（個人攻撃）、テロリズムへの悪用、その他の違法・有害コンテンツなど、SNSに関する諸問題の解決を目的に、2020年4月23日に共同で結成・設立した業界団体（2017年に設立の「青少年ネット利用環境整備協議会」が母体）。

## 役員
- 代表理事[1][2]
  - 宍戸常寿（東京大学大学院法学政治学研究科 教授）
  - 曽我部真裕（京都大学大学院法学研究科 教授）
- 専務理事[1][2]
  - 江口清貴（LINE株式会社 執行役員 公共政策・CSR担当）
- 常務理事[1][2]
  - 小堀恭志（Facebook Japan株式会社 執行役員 公共政策統括）
- 理事[1][2]
  - 上沼紫野（虎ノ門南法律事務所 弁護士）
  - 森亮二（英知法律事務所 弁護士）
  - 亀井源太郎（慶應義塾大学法学部 教授）
  - 安野智子（中央大学文学部 教授）
  - 服部聡（Twitter Japan株式会社 公共政策本部長）
  - 山口琢也（ByteDance株式会社 執行役員 公共政策本部長）
- 監事[1][2]
  - 堀雅文（一般財団法人総合研究奨励会 理事・事務局長／一般社団法人国際環境研究協会 理事・事務局長）
- 顧問[1][2]
  - 新美育文（明治大学名誉教授）
  - 堀部政男（一橋大学名誉教授）

## 会員
- 正会員A（アルファベット順）[1][2] （カッコ内は各社の提供するソーシャルメディアサービス） 
  - ByteDance株式会社（TikTok）
  - Facebook Japan株式会社（Facebook・Instagram）
  - LINE株式会社（LINE）
  - Twitter Japan株式会社（X）
- 正会員B（五十音順）[1][2]
  - 株式会社アップランド（ぎゃるる）[3]
  - グリー株式会社（GREE）
  - ココネ株式会社（ポケコロ）
  - 株式会社サイバーエージェント（Ameba）
  - 合同会社スタープリンス
  - 株式会社ディー・エヌ・エー（Mobage）
  - 株式会社ナナメウエ（Yay!←旧ひま部）
  - 株式会社ミクシィ（mixi・モンスターストライク）
  - 株式会社ミラティブ（Mirrativ）
  - モイ株式会社（ツイキャス）
  - 株式会社ユードー（斉藤さん (アプリケーション)）
  - Social Town
  - 株式会社Bob

## 緊急声明
Netflix（ネットフリックス）やフジテレビなどで配信・放送されているリアリティ・ショー『テラスハウス』の現役レギュラー出演者で、InstagramやTwitterなどSNSを介したネットいじめ・誹謗中傷（個人攻撃）を苦にした自死とみられる木村花（プロレスラー）の急逝を受け、2020年5月26日、「今般報道されているような痛ましい事態を受けて、実効性ある取り組みを行わなければならない」との前提の元、ユーザーの表現の自由や通信の秘密を最大限に尊重しつつ、
1. 他人への嫌がらせ、個人に対する名誉毀損・侮辱などを意図した投稿の禁止を利用規約に明記して啓発する、違反者の利用を停止する、被害者への必要な支援などを推進する、等を徹底する。
2. 捜査や法令（プロバイダ責任制限法）に基づいた情報開示を求められた場合、法令に基づく適切な範囲で、必要な情報を提供する。
3. インターネットやSNSを介した誹謗中傷を防止するための更なる対策を検討する、SMAJの全ての理事から成る特別委員会を設置する。

などの内容を含む緊急声明を発表した。